# Danish Atlas Khan
Pour les articles homonymes, voir Khan (homonymie).
Danish Atlas Khan, né le 2 janvier 1994 à Peshawar, est un joueur professionnel de squash représentant le Pakistan. Il atteint en juin 2014 la 65e place mondiale sur le circuit international, son meilleur classement. C'est le neveu de l'ancien champion du monde Jansher Khan et le frère du joueur professionnel Aamir Atlas Khan. 

## Palmarès

### Titres
- Championnats d'Asie par équipes : 2014